# 호콘 2세

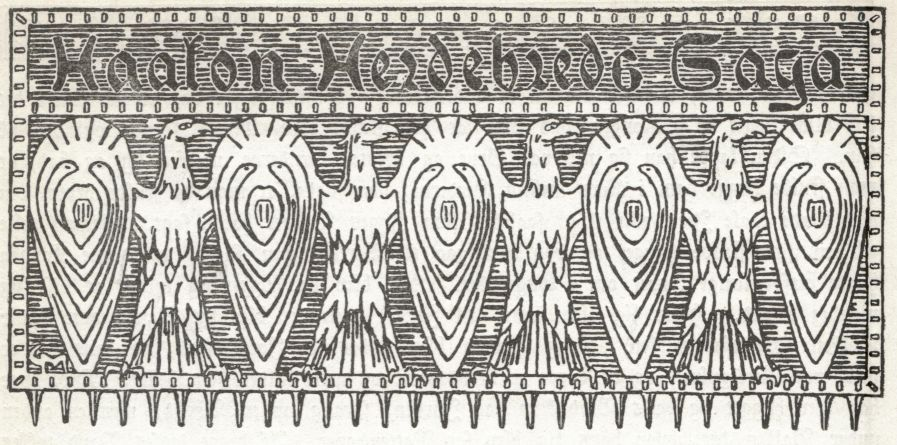
호콘 2세에 관한 사가

호콘 2세(노르웨이어: Haakon II, 1147년 ~ 1162년 7월 7일) 또는 호콘 시구르손(노르웨이어: Haakon Sigurdsson, 고대 노르드어: Haakon Herdebrei)은 노르웨이의 국왕(재위: 1157년 ~ 1162년 7월 7일)이다. 길리 가 출신이다.

## 생애
노르웨이의 귀족인 시구르 문(Sigurd Munn)의 사생아 아들로 태어났다. 1157년 자신의 삼촌인 외위스테인 2세의 뒤를 이어 노르웨이의 국왕으로 즉위했다.
1162년 7월 7일 롬스달렌(Romsdalen) 인근에서 일어난 노르웨이 내전의 전투인 세켄(Sekken) 전투에서 전사했다. 잉에 1세가 사망한 이후에 그를 지지했던 세력들은 하르드라디 가 출신인 망누스 에를링손(Magnus Erlingsson, 망누스 5세)을 노르웨이의 새 국왕으로 추대했다.
| 전임 잉에 1세, 외위스테인 2세 | 노르웨이의 국왕 1157년 ~ 1162년 7월 7일 잉에 1세와 공동 군주 (1157년 ~ 1161년) 망누스 5세와 공동 군주 (1161년 ~ 1162년) | 후임 망누스 5세 |